# Ásványövek a Naprendszerben

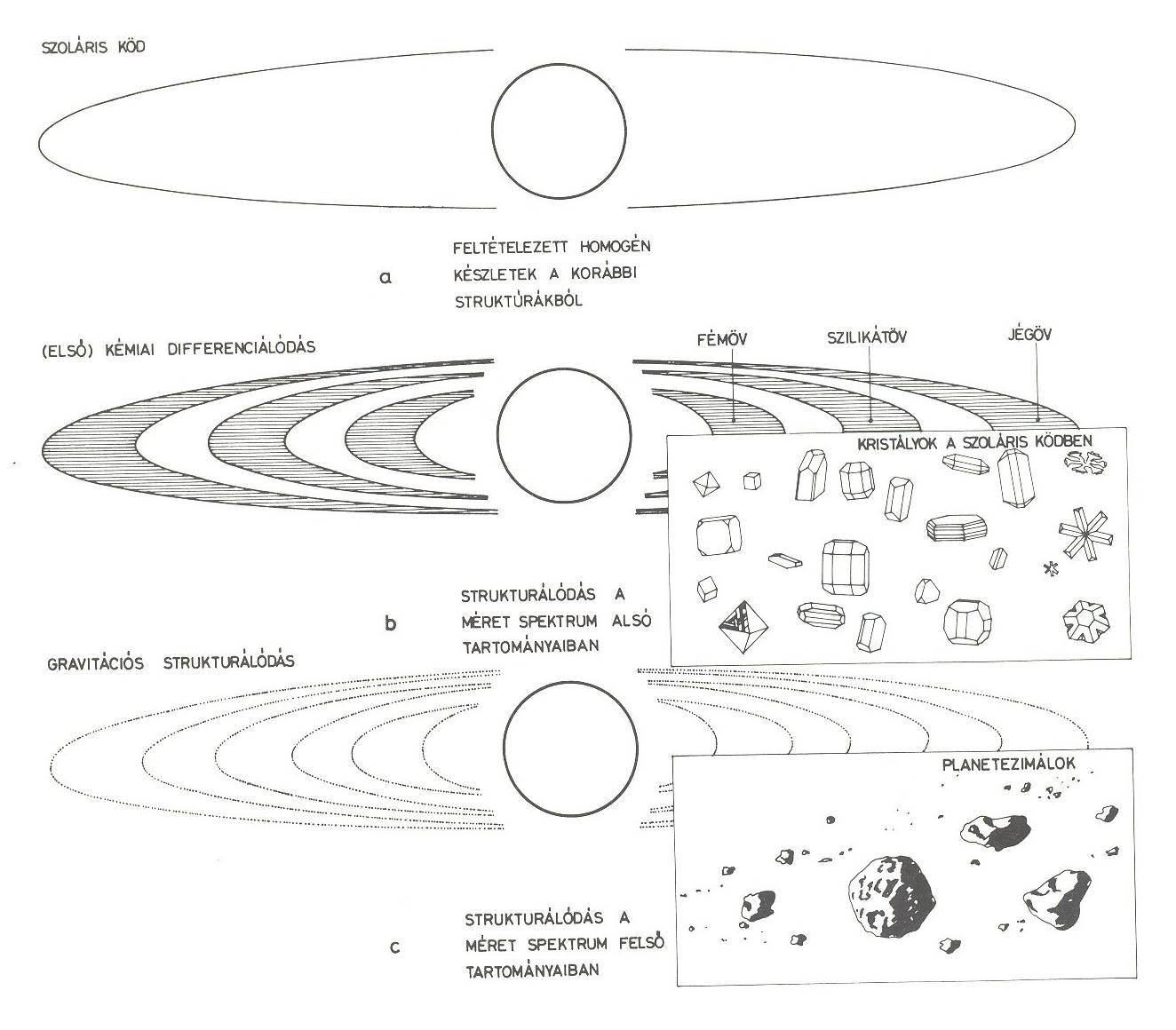
A korai Naprendszer anyagfejlődés-története során két anyaghierarchia-szint épül föl: ásványok csapódnak ki a szoláris ködből és egy későbbi szakaszban bolygótestek állnak össze.

Azokat a rétegeket nevezzük ásványöveknek, melyekben a Naprendszer kialakulásakor, a szoláris ködben a Naptól távolodva egyre alacsonyabb hőmérsékleten más és más ásványok kerültek túlsúlyba.
A Naprendszer a Napból, a Napot körülvevő anyagokból és égitestekből, valamint az égitestek közötti teret kitöltő egyéb anyagokból (sugárzások, erőterek) áll. A  Napot körülvevő bolygórendszer a Nap körüli gázfelhőből született. Az égitestek fokozatosan alakultak ki. A hőmérséklet a Nap körüli gázfelhőben, amit szoláris ködnek is neveznek, a Naptól távolodva fokozatosan csökkent. Ezért a Naptól különböző távolságokon különböző ásványok voltak egyensúlyban a szoláris köddel. Ebből az ásványi övességből született meg a ma is ásványöves Naprendszer.

## Az öves Naprendszer kialakulása

### Ismereti források a Naprendszer anyagáról
Az anyagfejlődés-történetéről formálódó összképben döntő jelentőségű a meteoritok vizsgálata. A szilárd felszínű égitestekre simán leszállt űrszondák mérései előtt kizárólag a meteoritok tanulmányozásával gyűjtött kőzettani ismereteink voltak más égitestek anyagáról. A meteoritok anyagvizsgálata tárta föl, hogy a meteoritok ásványai, szöveti alkotóelemei, ezek ásványai a Naprendszer születésének idejéből származnak.
A csillagászati modellekkel összhangban ma elfogadott az a nézet, hogy a csillaggá összehúzódó kozmikus por- és gázköd fölmelegedett, központi forró tartományai létrehozták a Napot, a körülötte keringő ködből pedig anyagcsomók váltak ki, azok megformálták a Naprendszer ásványait, melyek ütközésekkel nagyobb égitestekké halmozódtak. Ezek alapján a meteoritok anyagvizsgálata során kérdezhetjük meg, hogy e folyamatnak milyen megfogható lépései maradtak fenn? A meteoritok tehát fontos láncszemek akkor, amikor az anyag fejlődéstörténeti képet egyre részletesebben meg akarjuk ismerni. De fontos tanúk abban is, hogyan alakult a Naprendszer ásványos összetétele a korai, kialakulási szakaszban.

### Kötőerők a Nap körüli anyagi részek között
A Nap körüli por- és gázköd anyagát kétféle erő csomósította, halmozta nagyobb testekké. Az egyik erő, mely elektromágneses és kvantumos hatások együttese, ásványszemcséket hozott létre. Apró szemcsékben kristályok váltak ki, melyek az ütközések során összetapadtak, s egyre nagyobb anyaghalmazokká álltak össze. A másik erő, a gravitáció, fokozatosan jutott szervező szerephez a bolygók fölhalmozódása és megformálása során. A kilométeres nagyságú égitestek, a planetezimálok, ütközéseikkel egyre nagyobb méretű égitestekké tömörültek, melyek egymás pályáit már egyre nagyobb mértékben befolyásolták.
A Naprendszer a Napot körülvevő anyagokból és égitestekből áll. Mindegyik égitest és anyaga is a korai Napot körülvevő por- és gázködből alakult ki. E por és gázköd tömege mintegy századrésze a Nap tömegének, de a Naprendszer forgó mozgását ezek a Napon kívüli anyagok hordozzák keringő mozgásukban. A Nap körüli köd a Nap fölmelegedésével együtt fölforrósodott, s később lehűlt. A Naptól való távolsággal együtt változott a köd hőmérséklete, s ezzel a kristályos anyagok összetétele.

## Kémiai kristályosodás a Naprendszerben

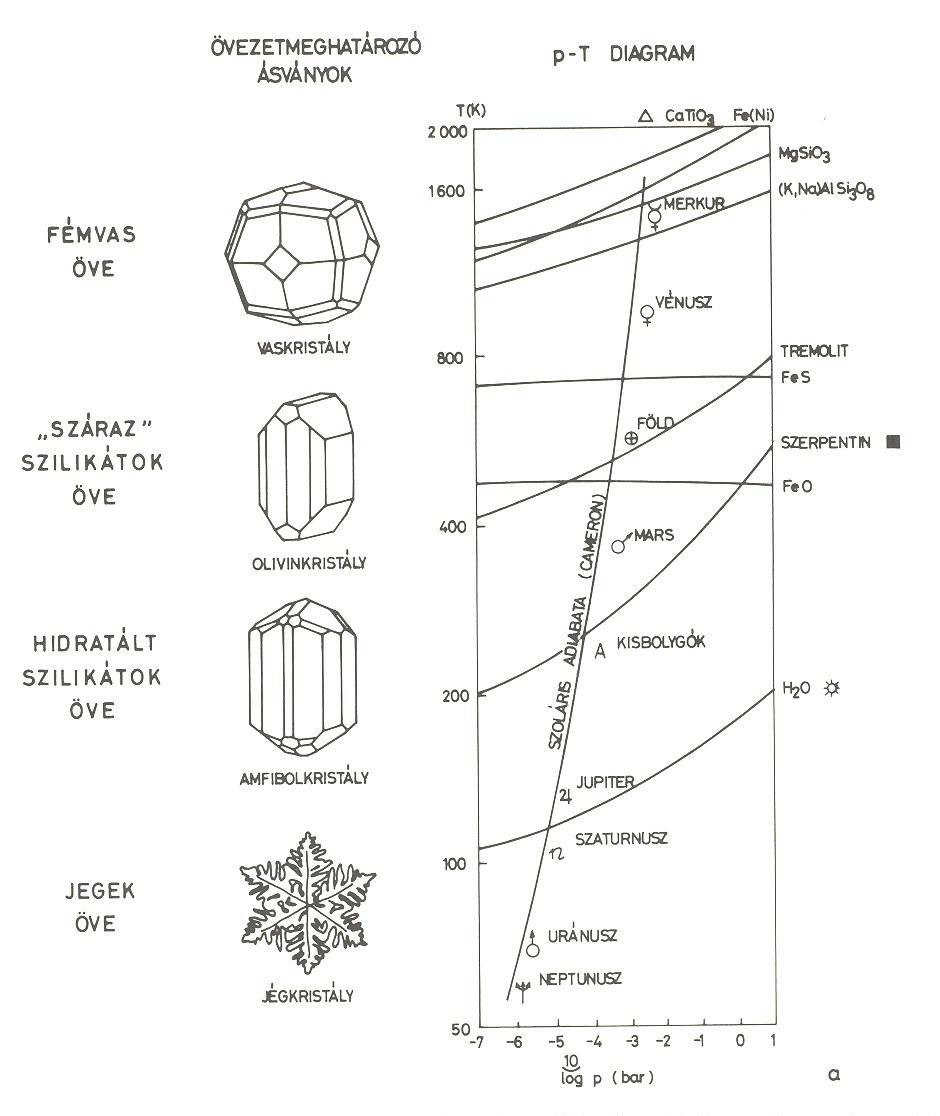
A korai Naprendszer anyagfejlődés-története során ásványok csapódnak ki a szoláris ködből, melyek sorrendjét a Lewis-Barshay modell szerint mutatjuk be jellemző ásványok párhuzamba állításával

Az 1960-as évektől forradalmi fejlődés kezdődött a Naprendszer anyagainak kutatásában. Az űrverseny során a Holdra tartott az egykori két szuperhatalom, az Amerikai Egyesült Államok és a Szovjetunió. Előkészítésül pedig a Naprendszer anyagának minél pontosabb föltérképezése készült.
E munka egyik része elméleti indíttatású volt. Több kutató számításokkal modellezte azt, hogy a Naptól fokozatosan távolodva, a korai szoláris köd hőmérsékletén milyen ásványok vannak egyensúlyban a gázköddel. Ilyen modellek készítése Larimer, Grossmann, Lewis és Barshay nevéhez fűződik. Meghatározták a Naptól távolodva a szoláris köddel egyensúlyban lévő legfontosabb ásványok sorozatát.
Az alábbi táblázat a Lewis és Barshay féle modell szerinti ásványsort mutatja be. Fontos már most gondolnunk arra, hogy a kondritok (a leggyakoribb meteoritok), főleg ennek az ásványsornak az anyagaiból épülnek föl.
| Hőm. (K) | Kémiai elemek, reakciók         | Ásványok                   |
| -------- | ------------------------------- | -------------------------- |
| 1600     | CaO, Al₂O₃, ritkaföldfém-oxidok | Oxidok                     |
| 1300     | Fe, Ni fémötvözet               | Fe-Ni fém                  |
| 1200     | MgO + SiO2 → MgSiO3             | Ensztatit (piroxén)        |
| 1000     | Alkáli oxidok+Al₂O₃+SiO2        | Földpát                    |
| 1200-490 | Fe+O → FeO, FeO+MgSiO3 =        | Olivin                     |
| 680      | H2S+Fe → FeS                    | Troilit                    |
| 550      | Ca-ásványok+H2O                 | Tremolit (azbesztásvány)   |
| 425      | Olivin+H2O                      | Szerpentin (azbesztásvány) |
| 175      | H2O jég kristályosodik          | Vízjég                     |
| 150      | gáz NH3+jég H2O=NH3.H2O         | Ammónia-hidrát             |
| 120      | gáz CH4+jég H2O=CH4.7 H2O       | Metán-hidrát               |
| 65       | Metán, Argon kristályosodik     | Metánjég, argonjég         |

A Naphoz közeli forró tartományokban kiváló ásványok sorozatát Grossman és Larimer határozta meg. Ezek jelentőségét az adja, hogy a kondritos meteoritok kis mennyiségben ennek a forró övnek az ásványait is tartalmazzák.
| Hőm. (K) | Kémiai anyagok  | Ásványok            |
| -------- | --------------- | ------------------- |
| 1785 K   | Al₂O₃           | Korund              |
| 1647 K   | CaO.TiO2        | Perovszkit          |
| 1625 K   | 2MgO.Al₂O₃.SiO2 | Melilit (Gehlenit)  |
| 1513 K   | MgO.Al₂O₃       | Spinell             |
| 1471 K   | Fe.Ni           | Vasnikkel           |
| 1450 K   | CaO.MgO.2SiO2   | Diopszid (piroxén)  |
| 1444 K   | 2MgO.SiO2       | Forszterit (olivin) |
| 1362 K   | CaO.Al₂O₃.2SiO2 | Anortit (földpát)   |
| 1349 K   | MgO.SiO2        | Ensztatit (piroxén) |

Mindkét ásványsorozat tagjai közvetlenül meg is figyelhetők a meteoritokban. A Lewis-Barshay modell - ahogy említettük már, - a kondritokban, a Grossman-Larimer sorozat pedig a kalcium-alumínium oxid zárványokban (CAI).

### A kondritok kalcium-alumínium oxid zárványok (CAI)
A belső Naprendszer ásványait a tűzálló kerámiák anyagaiként ismerjük. (például a korund) A tűzálló ásványok kicsiny halmazokba gyűltek össze és rétegesen kristályosodtak egymás után. A kondritos meteoritokba beépülten találjuk őket, s ezeket a főleg kalciumból (Ca) és alumíniumból (Al) fölépülő világos színű ásványegyütteseket CAI-knak nevezték el a meteoritkutatásban (CAI = Ca-Al-Inclusions, azaz Ca-Al-zárványok).
Egy CAI réteges fölépülését folyamatosan növekedő kristályos anyagcsíraként képzelhetjük el. Először korund (Al₂O₃), és perovszkit (CaTiO3), válik ki, majd sorra melilit (Mg2Al2SiO7), spinell (MgAl2O4), majd diopszid (CaMgSi2O6), végül anortit (CaAl2Si2O8) rétegek következnek. CAI ásványok (fehér zárványok) összetételét először Sztrókay Kálmán magyar kutató mérte meg a kabai meteoritban. Röntgendiffrakciós méréseiben Sztrókay a fehér zárványokat spinell összetételűnek találta.

### A kondrumok kialakulása
A fő kőzetalkotó szilikátok (ásványtan) alkották a belső bolygók övében kiváló ásványok nagy részét. Ezek olvadékcseppeket alkottak egykor, mert a korai Nap kitörései egyes tartományokban úgy fölforrósították a por- és gázködöt, hogy az addig már kialakult és összetapadt kristályok megolvadtak, majd lehűltek. A tizedmilliméteres-milliméteres nagyságú gömböcskékre (a kondrumokra) fokozatosan tapadt rá a körülöttük található por is. A kondrumok és a maradék poranyag összetapadással és ütközésekkel egyre nagyobb égitestekbe halmozódott. A mai kondritos meteoritok azokból a kisebb méretű kondritos égitestekből származnak, amelyek nem melegedtek föl a Naprendszer elmúlt 4 és fél milliárd éve alatt.